# لويس كلارك
لويس كلارك (بالإنجليزية: Louis Max Clark)‏ (10 يونيو 1990 ببرايتون في المملكة المتحدة - ) هو لاعب كرة قدم بريطاني في مركز الهجوم.

## وصلات خارجية
- لويس كلارك على موقع قاعدة بيانات كرة القدم.إي يو (الإنجليزية)